# Mèropis
Mèropis (en grec antic Μεροπίς) va ser, segons la mitologia grega, una filla d'Eumel, un fill de Mèrops. Eumel va tenir un fills petulants i superbs, Mèropis, Bissa i Agró, i vivien a l'illa de Cos, l'illa meròpida, on Mèrops havia estat rei. La terra (Gea) els donava collites extraordinàries, perquè era l'única divinitat que honoraven, i la treballaven molt. No tractaven amb la gent de l'illa, no baixaven a la ciutat ni assistien a festes o celebracions dels déus. Si algú convidava les noies a una festa d'Atena, el germà deia, tot refusant la invitació, que no sentia afecte per la deessa d'ulls clars, ja que les noies els tenien negres, i a més odiava l'òliba comuna. Si les convidaven a fer sacrificis a Àrtemis, el germà opinava que no estava bé honorar una deessa que rondava de nit. Si el convidaven a ell a oferir libacions a Hermes, deia que no en volia saber res d'un déu lladre. Van incórrer en tantes impietats que Hermes, Atena i Àrtemis, enfurismats, van fer cap a casa seva. Atena i Àrtemis es presentaren com a dos noies joves, i Hermes vestit de pastor. Hermes va saludar a Eumel i Agró i els convidà a un banquet, que se celebrava per oferir sacrificis a Hermes, en companyia d'altres pastors. Els va dir també que permetessin que Mèropis i Bissa poguessin anar amb les noies de la seva edat al bosc sagrat d'Atena i Àrtemis. Mèropis, en sentir el nom d'Atena, va esclatar en injuries contra ella. La deessa la transformà en òliba. Bissa va ser transformada en l'ocell de Leucòtea, és a dir, el duc. Agró va voler fugir, però va ser convertit en corriol. Eumel va insultar Hermes per haver transformat el seu fill, i el déu el transformà en xot eurasiàtic, que és un ocell de mal averany.